# Henry FitzHugh, 5. Baron FitzHugh
Henry FitzHugh, 5. Baron FitzHugh (* 1429; † 8. Juni 1472) war ein englischer Adliger.

## Leben
Henry FitzHugh war der einzige Sohn von William FitzHugh, 4. Baron FitzHugh und Margery Willoughby, Tochter des William Willoughby, 5. Baron Willoughby de Eresby. Beim Tod seines Vaters erbte er 1452 dessen Titel eines Baron FitzHugh sowie dessen Ländereien einschließlich des Familiensitzes Ravensworth Castle.
Als Baron nahm er an den Parlamenten von 1455 bis 1470 teil und hatte 1453 die Funktion des Prüfers (im Englischen Trier).
Er war Master Forester & Keeper of the new Forests Arkengarthdale and Hope und erhielt die Position des Steward of the Honour of Richmond 1460 durch König Heinrich VI.
1468 erhielt er die Genehmigung und unternahm eine Pilgerfahrt zu den heiligen Stätten in Jerusalem.
Henry wird von manchen Quellen als treuer Anhänger des Hauses Lancaster bezeichnet, andere bezeichnen ihn eher als halbherzig diesbezüglich. 
Während der Rosenkriege kämpfte Lord FitzHugh jedenfalls für Lancaster bei der Schlacht von Wakefield 1460, der Zweiten Schlacht von St Albans 1461, bei Towton 1461 und Hexham 1464. 
Trotzdem muss es Lord FitzHugh zeitweise gelungen sein bei Eduard IV., nach dessen Krönung Anfang 1461, nicht in Ungnade zu fallen, da er zumindest 1461/62 in dessen Diensten stand.
Bei der Rebellion im Norden 1469, die von seinem Schwager Richard Neville, 16. Earl of Warwick initiiert wurde, gehörte Lord FitzHugh zu den Aufständischen. 
Dieser Aufruhr wurde von einem gewissen Robin of Redesdale geführt, wobei dies nur ein Pseudonym war. Die eigentliche Person dahinter war einer der engen Vertrauten von Richard Neville, höchstwahrscheinlich Sir William Conyers of Marske, der auf Geheiß von Neville handelte.
Im Juli 1469 mündete die Situation in die Schlacht von Edgecote Moor, an der auch Lord FitzHugh teilnahm.
Im darauffolgenden Jahr provozierte Baron FitzHugh erneut Unruhen im Norden, um von der Landung seines Schwagers, Richard Neville, und dessen Armee an der Südwestküste abzulenken. Lord FitzHugh musste aber vor der herannahenden königlichen Armee nach Schottland fliehen. 
Henry FitzHugh, 5. Baron FitzHugh starb 1472.

## Ehe und Nachkommen
Lord FitzHugh war verheiratet mit Alice Neville, Tochter des Richard Neville, 5. Earl of Salisbury. Mit ihr hatte er zehn Kinder:
- Richard FitzHugh, 6. Baron FitzHugh (1457–1487) ⚭ Elizabeth Burgh, Tochter des Sir Thomas Burgh of Gainsborough (1431–1496)
- George FitzHugh († 1505), Dekan von Lincoln
- Edward FitzHugh
- Thomas FitzHugh
- John FitzHugh
- Alice FitzHugh († 1516) ⚭ Sir John Fiennes
- Anne FitzHugh († nach 1489) ⚭ Francis Lovell, 1. Viscount Lovell (1454–1487)
- Elizabeth FitzHugh († vor 1507) ⚭ Sir William Parr (1434–1483)
- Margery FitzHugh ⚭ Sir Marmaduke Constable († 1518)
- Joan FitzHugh, Nonne in der Priorei Dartford
- Eleanor FitzHugh